# Верхнее Устье
Верхнее Устье — деревня в Кашинском городском округе Тверской области.

## География
Деревня находится на левом берегу Волги в 17 км на юго-восток от города Кашина.

## История
Село упоминается в писцовой книге 1628-1629 годов по Кашину. Село значилось за Юрием Фоминым, в нем храм во имя святого пророка Ильи да придел покрова Пресвятой Богородицы.
В 1782 году в селе Кашинское Устье была построена деревянная Покровская церковь с 3 престолами, метрические книги с 1780 года.
В конце XIX — начале XX века село входило в состав Фроловской волости Калязинского уезда Тверской губернии. 
С 1929 года деревня входила в состав Барыковского сельсовета Кашинского района Кимрского округа Московской области, с 1935 года — в составе Калининской области, с 1994 года — в составе Барыковского сельского округа, с 2005 года — в составе Барыковского сельского поселения, с 2018 года — в составе Кашинского городского округа.

## Население
| 1859 | 1888 | 2002 | 2010 |
| ---- | ---- | ---- | ---- |
| 337  | ↗408 | ↘2   | ↘1   |